# Stefaan Platteau
Stefaan Platteau (Kaster, 22 juni 1934) is een Belgisch politicus voor de PVV en diens opvolgers VLD en Open Vld

## Levensloop
Hij is doctor in de rechten, afgestudeerd aan de Katholieke Universiteit Leuven, en gespecialiseerd in het internationaal strafrecht. Beroepshalve werd hij verzekeringsmakelaar en docent aan de School voor Administratief Recht in Leuven. Ook was hij bestuurder bij AXA Belgium en kabinetsmedewerker van de liberale ministers Willy De Clercq en Frans Grootjans.
Voor de toenmalige PVV werd hij in oktober 1982 verkozen tot gemeenteraadslid van Dilbeek, een functie die hij iets meer dan veertig jaar uitoefende. Van 1983 tot 1988 was hij schepen van Financiën en nadien van 1989 tot 1992 burgemeester. Nadien was Platteau van 1992 tot 1994 opnieuw schepen van Financiën en van 1995 tot 2012 voor een tweede maal burgemeester van de gemeente. Na zes jaar als raadslid in de oppositie te hebben gezeteld, werd hij in januari 2019 voorzitter van de gemeenteraad van Dilbeek. Platteau bleef deze functie bekleden tot in juli 2023 en verliet toen op 89-jarige leeftijd de lokale politiek van Dilbeek.
Tevens zetelde hij van 1991 tot 1995 in de Kamer van volksvertegenwoordigers voor het arrondissement Brussel. In de periode januari 1992-mei 1995 had hij als gevolg van het toen bestaande dubbelmandaat ook zitting in de Vlaamse Raad. Bij de eerste rechtstreekse verkiezingen voor het Vlaams Parlement van 21 mei 1995 werd hij verkozen in de kieskring Halle-Vilvoorde. Ook na de volgende Vlaamse verkiezingen van 13 juni 1999 bleef hij Vlaams volksvertegenwoordiger tot juni 2004. Ook zetelde hij in de Raadgevende Interparlementaire Beneluxraad, waar hij voorzitter was van de liberale fractie.
Tussen 2004 en 2017 cumuleerde hij 2 à 8 mandaten, waarvan 2 à 6 bezoldigd. Zo was hij onder meer bestuurder van de Liberale Mutualiteit.
Hij is ridder in de Kroonorde en in de Leopoldsorde. Sinds 2012 is hij Ere-Burgemeester van Dilbeek.